# Voorrecht van de hotelhouder
Het voorrecht van de hotelhouder is het voorrecht dat een hotelhouder heeft op de goederen van de reiziger die deze laatste in het hotel heeft gebracht. In België zijn de leveringen van een hotelhouder bevoorrecht op de goederen van de reiziger die in zijn (hotel) zijn gebracht (artikel 20, 6°, van de Belgische Hypotheekwet).
De hotelhouder die het voorrecht geniet is dezelfde als deze op wie de regels van de hotelbewaargeving van toepassing zijn. Het voorrecht van de hotelhouder wordt immers beschouwd als de tegenhanger van de zware aansprakelijkheid van de hotelhouder krachtens de regels van de hotelbewaargeving.
Bevoorrecht zijn de schuldvorderingen van de hotelhouder wegens leveringen van logies, maaltijden, telefoon, reinigen van kledij, enz.
De hotelhouder heeft het voorrecht op goederen van een 'reiziger'. Hij zal volgens sommigen geen voorrecht hebben op de goederen van iemand die woont in dezelfde gemeente als deze waar het hotel gelegen is; een dergelijke persoon is immers geen reiziger.
Het voorrecht rust op de bagage van de gast, van de reiziger dus. Het rust niet op de kledij die de reiziger draagt. Het is niet vereist dat de reiziger de bagage in bewaring heeft gegeven aan de hotelhouder; het volstaat dat de bagage in het hotel is binnengebracht. Het voorrecht rust zelfs op goederen die niet de eigendom van de reiziger zijn, voor zover de hotelhouder te goeder trouw is, met andere woorden op voorwaarde dat de hotelhouder niet wist dat de goederen de eigendom waren van iemand anders. Samengevat kan men zeggen dat het voorrecht blijft bestaan op de goederen van de reiziger zolang de hotelhouder voor deze goederen aansprakelijk is krachtens de regels betreffende de hotelbewaargeving. De hotelhouder heeft een retentierecht op de goederen van de reiziger; hij mag beletten dat de reiziger ze buiten het hotel neemt zolang zijn schuldvordering niet betaald is. Het voorrecht gaat teniet wanneer de goederen het hotel verlaten.